# Зедубані (Адіґені)
Зедубані (груз. ზედუბანი) — село в Грузії.
За даними перепису населення 2014 року в селі проживає 110 осіб.